# Dziunkiv, Pohrebîșce
Dziunkiv (în ucraineană Дзюньків) este o comună în raionul Pohrebîșce, regiunea Vinnița, Ucraina, formată numai din satul de reședință.

## Demografie
Componența lingvistică a satului Dziunkiv
     Ucraineană (99,17%)
     Alte limbi (0,83%)
Conform recensământului din 2001, majoritatea populației satului Dziunkiv era vorbitoare de ucraineană (99,17%), existând în minoritate și vorbitori de alte limbi.